# 黃世模
黃世模（?—?），福建古田縣人，清朝政治人物。
黃世模為乾隆三十一年（1766年）丙戌科進士。乾隆三十八年十一月（1773年12月）由福建漳州府學教授調任臺灣府儒學教授。